# Khủng hoảng thế kỷ thứ Ba

Sự phân chia đế quốc vào năm 271 CN.

Cuộc khủng hoảng thế kỷ thứ ba (còn gọi là "loạn sứ quân" hoặc "khủng hoảng hoàng đế") (235-284 CN) là giai đoạn mà đế quốc La Mã gần như sụp đổ dưới áp lực từ các cuộc xâm lược, nội chiến, bệnh dịch, và suy thoái kinh tế. Hoàng đế Alexander Severus bị ám sát năm 235, khởi đầu giai đoạn 50 năm loạn lạc khi mà các tướng lĩnh La Mã bắt đầu tự xưng đế. 
Trong giai đoạn từ 258-260, đế quốc bị chia thành ba nhà nước độc lập: Đế quốc Gallia, bao gồm Gaul, Britannia và Hispania (một thời gian ngắn); đế quốc Palmyrene, bao gồm các tỉnh miền đông Syria Palaestina, Aegyptus; và năm giữa chúng là nhà nước La Mã chính thống. Aurelianus (270-275) thống nhất đế quốc nhưng cuộc khủng hoảng chỉ chính thức kết thúc sau khi Diocletianus lên ngôi và tiến hành cải cách vào năm 284.
Cuộc khủng hoảng đã dẫn đến những thay đổi sâu sắc trong tổ chức của đế quốc, xã hội, đời sống kinh tế và tôn giáo. Hầu hết các nhà sử học coi đây là giai đoạn chuyển tiếp giữa thời cổ đại và thời hậu cổ đại ở phương Tây.

## Lịch sử
Năm 235, sau khi hoàng đế Alexander Severus bị chính quân đội của mình ám sát, nhiều quân đoàn La Mã bị đánh bại trong một chiến dịch chống lại các bộ tộc người Đức vốn hay cướp phá qua biên giới, trong khi hoàng đế lại tập trung chủ yếu vào các mối nguy hiểm đến từ đế chế Sassanid của người Ba Tư. Trong khi đang đích thân chỉ huy quân đội của mình, Alexander Severus đã viện tới biện pháp ngoại giao và nộp cống trong một nỗ lực để làm yên lòng các thủ lĩnh người Đức một cách nhanh chóng. Theo Herodian, cái giá mà ông ta phải trả đó là sự tôn trọng của quân đội, những người cảm thấy rằng họ cần phải được trừng phạt các bộ tộc người Đức vì đã xâm nhập vào lãnh thổ của Roma.
Trong những năm tiếp theo sau khi vị hoàng đế này qua đời, các tướng lĩnh của quân đội La Mã đã chiến đấu với nhau để tranh đoạt kiểm soát của đế quốc và bị bỏ quên nhiệm vụ của chính họ là phải ngăn chặn các cuộc xâm lược đến từ bên ngoài. Nhiều tỉnh đã trở thành nạn nhân của các cuộc tấn công thường xuyên đến từ các bộ lạc ngoại quốc, chẳng hạn như người Carpi, Goth, Vandal, và Alamanni, dọc theo sông Rhine và sông Danube ở phía tây của đế quốc, cũng như các cuộc tấn công từ nhà Sassanid ở phía đông của đế quốc. Ngoài ra, trong năm 251, đại dịch Cyprian (có thể là bệnh đậu mùa) đã bùng phát, và nó đã gây ra tỷ lệ tử vong lớn mà có thể đã ảnh hưởng nghiêm trọng đến khả năng phòng vệ của đế quốc.
Và vào năm 258, đế quốc La Mã đã bị tan vỡ thành ba quốc gia đối địch với nhay. Các tỉnh La Mã như Gaul, Britannia và Hispania đã tách ra và hình thành nên đế chế Gallia và hai năm sau đó vào năm 260, các tỉnh miền đông Syria, Palestine và Aegyptus trở thành Đế chế Palmyrene độc lập, để lại phần còn lại với đất Ý là trung tâm của đế quốc La Mã chính thống ở giữa.
Một cuộc xâm lược lớn của người Goth đã bị đánh bại trong trận Naissus trong năm 269. Chiến thắng này có ý nghĩa như bước ngoặt của cuộc khủng hoảng, khi một loạt các vị hoàng đế nhà binh cứng rắn và đầy nhiệt huyết lên nắm quyền. Những chiến thắng của hoàng đế Claudius II Gothicus trong hai năm tiếp theo đã đẩy lui quân Alamanni và khôi phục lại Hispania từ tay của đế chế Gallia. Khi Claudius qua đời trong năm 270 vì bệnh dịch, Aurelianus, viên tướng chỉ huy kỵ binh tại Naissus, đã lên kế vị ông làm hoàng đế và tiếp tục khôi phục lại đế quốc.
Aurelianus (270-275) đã trị vì xuyên suốt giai đoạn tồi tệ nhất của cuộc khủng hoảng, ông đã đánh bại người Vandal, người Visigoth, đế chế Palmyrene, người Ba Tư, và sau đó phần còn lại của đế chế Gallia. Vào cuối năm 274, đế quốc La Mã đã được thống nhất lại thành một thực thể duy nhất, và những đội quân biên phòng đã quay trở lại tại vị trí cũ của mình.